# Meme
Meme é um termo criado em 1976 por Richard Dawkins no seu bestseller O Gene Egoísta e é para a memória o análogo do gene na genética, a sua unidade mínima. É considerado como uma unidade de informação que se multiplica de cérebro em cérebro ou entre locais onde a informação é armazenada (como livros). No que diz respeito à sua funcionalidade, o meme é considerado uma unidade de evolução cultural que pode de alguma forma autopropagar-se. Os memes podem ser ideias ou partes de ideias, línguas, sons, desenhos, capacidades, valores estéticos e morais, ou qualquer outra coisa que possa ser aprendida facilmente e transmitida como unidade autônoma. O estudo dos modelos evolutivos da transferência de informação é conhecido como memética.
Quando usado num contexto coloquial e não especializado, o termo meme pode significar apenas a transmissão de informação de uma mente para outra. Este uso aproxima o termo da analogia da "linguagem como vírus", afastando-o do propósito original de Dawkins, que procurava definir os memes como replicadores de comportamentos.
A chave de todo ser humano é seu pensamento. Resistente e desafiante aos olhares, tem oculto um estandarte que obedece, que é a ideia ante a qual todos seus fatos são interpretados. O ser humano pode somente ser reformado mostrando-lhe uma ideia nova que supere a antiga e traga comandos próprios.— Ralph Waldo Emerson

## Etimologia
O termo meme provém do grego μιμἐομαι ("mimema", que tem a mesma raiz de mimese, e significa portanto "imitação"), através de sua forma em inglês mimeme, por aférese. Como o mesmo étimo grego dá em português palavras como "lema", "teorema", "morfema" ou "problema", seria defensável a forma "mimema", ou sua aférese "mema", como em inglês, para traduzir "meme". No entanto, Dawkins cunhou o termo também pela semelhança com as palavras "gene" e "memória", e o empréstimo do termo inglês consolidou-se em português, como se percebe pelo uso dessa forma na tradução do livro de Dawkins feita por Rejane Rubino.

## Analogias biológicas

### Exemplo de isolamento reprodutivo na 'especiação' memética
Na genética populacional tradicional, a variação genética normal, seleção, e deriva não levam a formação de novas espécies sem alguma forma de 'isolamento reprodutivo'; isso é, para dividir uma única espécie em duas, as duas subpopulações da espécie original devem de alguma forma ser impossibilitadas de intercruzar-se, o que iria normalmente manter sua heterogeneidade. No entanto, após separadas, a seleção natural e/ou apenas deriva genética agindo na variação genética normal das duas subespécies irá eventualmente modificar características suficientes entre os dois subgrupos que eles não poderão mais intercruzar-se, o que por definição significa que eles irão compor duas diferentes espécies. Exemplos de isolamento reprodutivo incluem isolamento geográfico, onde o surgimento de uma montanha ou rios separa dois subgrupos; isolamento temporal, onde um subgrupo torna-se totalmente diurno em seus hábitos enquanto o outro torna-se totalmente noturno; ou até mesmo apenas isolamento "comportamental" como visto em lobos e cães domésticos: eles poderiam intercruzar-se, biologicamente falando, mas normalmente eles simplesmente não o fazem.
Um fenômeno similar pode ocorrer com memes; normalmente, a população dos indivíduos portadores de um meme em suas consciências é heterogênea e mistura-se suficientemente para manter o meme intacto, ainda que isso cubra uma grande amplitude de variações. Mas de qualquer forma, se a população divide-se, sem contato suficiente entre os dois subgrupos de variações do meme para equilibrarem-se, eventualmente em cada grupo irá evoluir sua própria versão desse meme, diferindo suficientemente do outro grupo para ser considerado uma entidade distinta.
Um exemplo disso ocorrendo na internet é o meme Kellerman. Uma busca na rede e/ou Usenet pela palavra 'Kellerman' irá resultar num grande número de citações, descrevendo extensivamente o covarde comportamento de um 'Dr. Arthur Kellerman', quem, com a assistência voluntária do centro de controle de doenças e do 'poderoso lobby da saúde pública' fabricou falsos estudos tentando implicar armas de fogo (e por extensão os seus donos) como uma ameaça à segurança pública, para propósitos de controle estatal da população que de outra forma seria frustrado pela segunda emenda da Constituição dos Estados Unidos da América, o direito de ter e portar armas. Os autores dessas páginas e postagens descrevem aparentes maquinações, ciência propagandista, ou um subsequente arrependimento do Dr. 'Kellerman', e o uso de seu trabalho por proponentes do controle de armas.
Na realidade, é claro, não há um 'Dr. Arthur Kellerman', ao menos não em qualquer conexão com a descrição acima. Há, no entanto, um Dr. Arthur Kellermann (com "duplo" n), que de fato publicou vários artigos estimando o impacto geral na saúde pública quanto a disponibilidade de, e vários aspectos de, armazenamento de armas de fogo, etc., como parte de uma robusta e saudável carreira na saúde pública e medicina de emergência e trauma. Como qualquer série de estudos desse tipo, há pontos fortes e fracos no trabalho de Kellermann que são rigorosamente debatidos tanto na literatura quanto na internet; de qualquer forma, mesmo após eliminar questões de opinião e afirmações que não são 100% sustentados, os fatos restantes facilmente verificáveis das publicações, carreira, os detalhes de cada estudo, etc. de Kellermann são virtualmente irreconhecíveis na descrição do maligno Dr. Kellerman.
O que aconteceu é um exemplo do meme original de Kellermann e seu trabalho sobre ferimentos violentos relacionados às armas tendo gerado um novo meme, 'o mentiroso, maligno, antiarmas Dr. Kellerman inimigo da liberdade' por um fenômeno análogo à clássica deleção genética. A subpopulação envolvida era aquela com ações extremamente negativas contra o trabalho de Kellermann bem como uma falta de familiaridade com seus estudos, carreira, etc. Por causa de 'isolamento reprodutivo' devido à total ausência de interseção dos resultados de busca por "Kellerman" de "Kellermann", o meme "Kellerman" derivou ainda mais na direção da negatividade, independentemente da realidade. Como esse grupo encontra novos indivíduos de mentalidade geral similar, eles são introduzidos apenas ao mito 'Kellerman', e vão reproduzi-lo em seus próprios websites e postagens ampliando o rápido progresso desse meme dentro do intervalo da existência da internet.
Esse fenômeno também demonstra duas outras características de memes: o 'complexo de memes': um conjunto de 'co-memes' mutualmente ajudantes que co-evoluíram uma relação simbiótica, e a estratégia de infecção vilão versus vítima.

## Exemplos de memes
As seguintes declarações são (grosso modo) versões de alguns memes comuns:
- Tecnologia é o exemplo maior, carros, grampeadores etc. Tecnologia claramente demonstra mutação, a qual também é essencial para o progresso memético (ou genético) ser feito. Existiram muitos desenhos de grampeadores ao longo da história, por exemplo com variáveis graus de longevidade, fecundidade, fidelidade (ie. "sucesso" memético).
- Jingles, músicas em propagandas políticas e comerciais e slogans.
- "Earworm", canções, em especial refrões, que você não consegue parar de cantarolar ou pensar.
- Piadas; ou melhor, piadas conhecidas por serem engraçadas.
- Provérbios e aforismos (e.g., "Deus ajuda quem cedo madruga").
- Canção de ninar; são propagadas por pais para filhos por várias gerações, muitas vezes associada a ações e movimentos específicos.
- Memes portugueses - por vezes existem frases, interjeições e até mesmo sketches que se massificam numa cultura ou subcultura.
- Poema épico; como importantes memes para preservar a história oral, apesar de eles terem sido há muito tempo mortos pela escrita.
- Corrente de correspondência; "Você deve mandar esta mensagem para cinco outras pessoas, ou algo ruim vai acontecer com você."
- Religiões são memes complexos, e religiões, incluindo crenças folclóricas, podem até mesmo se espalhar como um vírus (como a Oração de Jabez)
- Teorias da conspiração.
- "Eu sou uma pessoa de sorte. Aqui estão algumas histórias da minha sorte. Se você acredita em boa sorte, você pode se tornar tão sortudo quanto eu" (e sua observação: veja sorte).
- Fenômenos na internet como gíria de internet e humor de internet (como All your base are belong to us).
- Susan Blackmore teorizou que o "eu" é meramente uma coleção de histórias meméticas que ela chama de "euplexo".
- O conceito de memes é em si um meme. Até mesmo a ideia de que o conceito de memes é um meme se tornou um meme muito difundido. Entretanto, a ideia de que os conceitos de memes são em si memes, não é particularmente comum como um meme.
- Filmes são muito meméticos devido à replicação em massa, causando nas pessoas a vontade de imitar um grande número de coisas que eles observam, como "Você não aguenta a verdade" de A Few Good Men ou "entããããããão tá", de Ace Ventura, mesmo que eles não tenham visto o filme em si.
- Memes políticos que se estendem como "regra da máfia" e "república não democrática".
- Todos os tipos de fanatismo baseado em grupos, do antissemitismo e do racismo para cultos de carregamento.
- Paradigmas de programação, de Programação estruturada para Programação extrema.
- A Lei de Moore tem uma interessante e particular forma de autorreplicação. A convicção de que a "complexidade do semicondutor dobra a cada 18 meses" se tornou mais do que uma observação preditiva mas sim um alvo de performance de toda uma indústria uma vez que foi acreditado extensivamente. Manufatureiros agora brigam para que a próxima geração de tecnologia de semicondutores recriem o ganho de performance da geração anterior para manter a crença na lei de Moore.
- Wikis: A proliferação de sistemas edição colaborativa seguindo o exemplo da wiki em suas múltiplas edições. Wikipédia, Wikcionário etc.
- Conceitos como Liberdade, Justiça, Propriedade, Código aberto ou Altruísmo

O "dicionário memético" é uma lista de atributos acerca de memes que foi compilado por Glenn Grant sob uma licença de "divisão". Os exemplos demonstrados oferecem ajuda para se focar no conceito, para um leitor que não é familiar com o termo "meme". O dicionário está circulando desde o começo dos anos 90, e está atualmente em sua terceira edição.

### Resistência ao meme
Karl Popper defende isso nos termos mais fortes possíveis: "o valor de sobrevivência da inteligência é que ela permite que nós extingamos uma má ideia antes que ela nos extinga."
Resistência à ciência e à cultura tem sido um meme comum (ou antimeme ou a-meme) guiando a evolução cultural e cognitiva do homem para longe de caminhos destrutivos - por exemplo os Estados Unidos e a URSS armazenaram mas não utilizaram armas nucleares no período da Guerra Fria. A ignorância tem sido considerada como uma virtude em algumas culturas - em particular a ignorância de certas tentações que a cultura acredita que seriam desastrosas se adotadas por muitos indivíduos.
A internet, talvez o maior vetor de memes, parece estar englobando os dois lados do debate. Embora possa parecer verdade, para um observador ingênuo, que nenhum adulto pode impedir que outro adulto que acesse a internet, isso não acontece de fato, baseado em vários valores éticos tentando disseminar a resistência contra hackers ou pornografia.
A Principia Cybernetica Web mantém um léxico de conceitos meméticos compreendendo uma lista de diferentes tipos de memes. Também faz referência a um ensaio de Jaron Lanier:"A ideologia dos totalistas intelectuais cibernéticos", crítico do "meme totalists" que afirma os memes acima dos corpos.

## História do conceito de meme
O conceito de ideias espalhadas por regras genéticas prediz o neologismo do termo; por exemplo, William S. Burroughs assertou que "Linguagem é um vírus".
John Laurent no The Journal of Mimetics até mesmo sugeriu que o termo meme pudesse ter vindo do trabalho de um biólogo alemão pouco conhecido chamado Richard Semon. Em 1904 Semon publicou Die Mneme (publicado em inglês como The Mneme em 1924). Seu livro discutia a transmissão cultural de experiências com critérios paralelos aos de Dawkins. Laurent achou o uso do termo mneme em The Soul of the White Ant (1927) de Maurice Maeterlinck e sublinha os paralelos com o conceito de Dawkins:
Agora, a frase que Maeterlinck usa - onde ele discute várias teorias que tentam explicar 'memória' em termos como outros insetos 'sociais' (formigas, abelhas, etc.) - é "engrammata em cima do mneme individual" (Maeterlinck, 1927, p.198), e de acordo com meu dicionário (Webster's Collegiate), um anagrama é "um traço de memória; especif.: Uma mudança protoplasmática no tecido neural hipoteticamente contanto para a persistência da memória." Pelo que vale, Maeterlinck explica que ele obteve sua frase do "filósofo alemão" Richard Semon.
Laurent sugere que as raízes etimológicas do termo meme estão em mimneskesthai, o termo grego para memória, em vez do comumente aceito mimeishtai, ou imitação.
Everett Rogers foi o pioneiro em teoria da difusão de inovações, explicando como e por que pessoas adotam novas ideias. Rogers foi influenciado por Gabriel Tarde, que fez as "leis da imitação" que explicavam como as pessoas decidiam se deveriam copiar o comportamento. Francis Heylighten do Centro Leo Apostolo para Estudos Interdisciplinares chegou ao que ele chama de Critérios de seleção memética. Estes critérios abriram o caminho para um campo especializado de aplicação de meméticas para descobrir se estes critérios de seleção poderiam aguentar uma análise quantitativa. Em 2003 estes testes foram feitos por Klass Chielens em uma tese de Mestrado sobre a testabilidade do critério de seleção.